# Calamaria pavimentata
Espèce
Synonymes
- Calamaria quadrimaculata Duméril, Bibron & Duméril, 1854
- Calamaria siamensis Günther, 1864
- Calamaria berezowskii Günther, 1896
- Calamaria pavimentata var. uniformis Smith, 1921
- Calamaria pavimentata formosana Maki, 1931
- Calamaria pavimentata banaensis Bourret, 1934
- Calamaria pavimentata annamensis Bourret, 1937

Statut de conservation UICN

 LC  : Préoccupation mineure
Calamaria pavimentata  est une espèce de serpents de la famille des Colubridae.

## Répartition
Cette espèce se rencontre : 
- en Assam en Inde ;
- en Birmanie ;
- en Thaïlande ;
- en Malaisie péninsulaire ;
- au Laos ;
- au Cambodge ;
- au Viêt Nam ;
- en Chine ;
- à Taïwan ;
- dans l'archipel Nansei au Japon.

## Liste des sous-espèces
Selon The Reptile Database (13 février 2014) :
- Calamaria pavimentata miarai Takara, 1962
- Calamaria pavimentata pavimentata Duméril, Bibron & Duméril, 1854

## Publications originales
- Duméril, Bibron & Duméril, 1854 : Erpétologie générale ou histoire naturelle complète des reptiles. Tome septième. Première partie, p. 1-780 (texte intégral).
- (en) Takara, 1962 : Studies on the terrestrial snakes in the Ryukyu Archipelago. Science Bulletin of the Division of Agriculture, Home Economics and Engineering, University of the Ryukyus, no 9, p. 1–202.